# Niederried bei Interlaken
Niederried bei Interlaken je obec v kantonu Bern, v okrese Interlaken-Oberhasli. Žije zde  obyvatel.

## Geografie
Niederried bei Interlaken se nachází v pohoří Berner Oberland na severním břehu Brienzského jezera. Sousedními obcemi ve směru hodinových ručiček od severu jsou Habkern, Oberried am Brienzersee a Ringgenberg. Nejvyšším vrcholem je Suggiture (2085 m n. m.) na severní hranici obce. Nejnižším bodem je hladina Brienzského jezera ve výšce 564 m n. m.

## Historie

Letecký pohled (1956)

V obci byl nalezen ženský hrob z doby laténské. Poprvé je zmiňována roku 1291 jako Riede. S panstvím Ringgenberg se obec dostala v letech 1411/39 do vlastnictví kláštera Interlaken a po jeho sekularizaci v roce 1528 do panství Interlaken pod nadvládou. Niederried vždy církevně spadal pod Ringgenberg. Vesnice, silnice na břehu jezera a železnice k Brienzskému jezeru, postavená v roce 1916, jsou na úzkém břehu jezera vedeny těsně podél sebe; lodní přístaviště pochází z roku 1877. Práci v obci poskytuje zemědělství a částečně letní turistika.

## Obyvatelstvo
| Vývoj počtu obyvatel | Vývoj počtu obyvatel | Vývoj počtu obyvatel | Vývoj počtu obyvatel | Vývoj počtu obyvatel | Vývoj počtu obyvatel | Vývoj počtu obyvatel | Vývoj počtu obyvatel | Vývoj počtu obyvatel | Vývoj počtu obyvatel | Vývoj počtu obyvatel | Vývoj počtu obyvatel | Vývoj počtu obyvatel | Vývoj počtu obyvatel | Vývoj počtu obyvatel | Vývoj počtu obyvatel |
| -------------------- | -------------------- | -------------------- | -------------------- | -------------------- | -------------------- | -------------------- | -------------------- | -------------------- | -------------------- | -------------------- | -------------------- | -------------------- | -------------------- | -------------------- | -------------------- |
| Rok                  | 1764                 | 1850                 | 1880                 | 1900                 | 1930                 | 1950                 | 1960                 | 1970                 | 1980                 | 1990                 | 2000                 | 2010                 | 2019                 | 2023                 |                      |
| Počet obyvatel       | 107                  | 194                  | 179                  | 181                  | 261                  | 273                  | 264                  | 254                  | 266                  | 355                  | 342                  | 332                  | 365                  | 375                  |                      |

## Doprava
V obci se nachází železniční stanice na trati společnosti Zentralbahn (bývalá Brünigbahn), spojující Interlaken a Lucern.